# Cyclomia vinosa
Cyclomia vinosa är en fjärilsart som beskrevs av Paul Dognin 1890. Cyclomia vinosa ingår i släktet Cyclomia och familjen mätare. Inga underarter finns listade i Catalogue of Life.